# 呼吉尔音淖尔
呼吉尔音淖尔也作呼吉尔诺尔、呼吉日音淖尔，是一个位于中国内蒙古自治区锡林郭勒盟苏尼特右旗乌日根塔拉镇境内的鹹水湖，地处乌日根塔拉镇政府驻地东北约21千米，水位936米，水面面积7.88平方千米，水深7～9米。湖北面与乌兰沙勒相连通。湖周围有20多平方千米沼泽，多小湖泊。湖泊南部有碱矿，西侧有连接苏尼特左旗和苏尼特右旗的101省道。
2021年苏尼特右旗人民政府在主要河湖管理范围的公告中，呼吉尔音淖尔根据历史洪痕划定的管理范围面积23.58平方千米，划界长度30.38千米。